# 신촌시외버스터미널
신촌시외버스터미널은 서울특별시 마포구 노고산동에 위치했던 대한민국의 시외버스터미널이다.

## 개요 및 현황
정식 명칭은 강화운수 신촌영업소였으며, 인근의 신촌오거리에 서울 지하철 2호선 신촌역이 위치하고 있어 신촌터미널이라는 이름이 붙었지만 실제로는 서강대역(터미널 폐지 당시 서강역)이 더 가깝다. 서울특별시 마포구 서강로 119에 위치한 반석빌딩 앞 공터에 위치하고 있었으며, 터미널 건물은 없고 컨테이너 형식의 간이 매표소가 자리하고 있었다. 이 곳에서 강화터미널과 화도터미널, 외포리 방면으로 가는 시외버스가 운행했다.
하지만 2010년 5월 이 곳에서 출발하던 모든 시외버스가 강화~신촌 직행 노선은 3000번으로, 화도 직행 노선은 3100번 직행좌석버스로 형간 전환되면서 승차 위치가 2호선 신촌역 4번 출구 쪽 CGV 신촌아트레온 앞 버스정류장으로 변경되었다. 승차 위치 변경으로 기존 매표소가 필요없게 되면서 2010년에 자연스럽게 터미널이 없어졌다. 지금은 터미널이 있던 자리에 공원이 조성되었다.

## 운행 노선
터미널이 있던 당시에 운행하던 노선은 다음과 같다.
| \| 노선 \| 운행구간 \| 첫차(신촌) \| 막차(신촌) \| 배차간격 \| \| -------- \| ------------------------------------------- \| --------------- \| --------------- \| -------------- \| \| 강화행 \| 강화TR~마송~김포시~송정역~신촌 \| 05:40 \| 23:20 \| 10분 \| \| 화도행 \| 화도~온수리(전등사)~양곡~김포시~송정역~신촌 \| 06:40 \| 20:00 \| 60분 \| \| 외포리행 \| 외포리~안양대~강화TR~신촌 \| 05:40(평일) \| 17:20(평일) \| 60분(평일) \| \| 외포리행 \| 외포리~안양대~강화TR~신촌 \| 05:40(토.일.공) \| 17:30(토.일.공) \| 30분(토.일.공) \| |                                             |                 |                 |                |
| * 신촌~외포리 노선은 현재는 존재하지 않는 운행 계통이다. * 신촌~강화 직행 노선의 경우 평일 06:10분부터 22:20분까지는 10분 간격으로 운행되었다. |                                             |                 |                 |                |
| 노선 | 운행구간                                    | 첫차(신촌)      | 막차(신촌)      | 배차간격       |
| 강화행 | 강화TR~마송~김포시~송정역~신촌              | 05:40           | 23:20           | 10분           |
| 화도행 | 화도~온수리(전등사)~양곡~김포시~송정역~신촌 | 06:40           | 20:00           | 60분           |
| 외포리행 | 외포리~안양대~강화TR~신촌                   | 05:40(평일)     | 17:20(평일)     | 60분(평일)     |
| 외포리행 | 외포리~안양대~강화TR~신촌                   | 05:40(토.일.공) | 17:30(토.일.공) | 30분(토.일.공) |

## 운행 회사
- 강화운수